# Valle de Matamoros (Badajoz)
Valle de Matamoros es un municipio español, perteneciente a la provincia de Badajoz, en la comunidad autónoma de Extremadura.  

## Situación
Se encuentra muy próximo a Valle de Santa Ana, situado sobre una orografía accidentada en las cercanías de Jerez de los Caballeros. Pertenece a la comarca de Sierra Suroeste y al partido judicial de Jerez de los Caballeros. Está situado en la ladera Este de la sierra de San José. El pueblo está comprendido entre 670 m el punto más alto y 550 m el punto más bajo. Debido a esta orografía el trazado de sus calles se caracteriza por fuertes pendientes, y una configuración urbanística un tanto peculiar que salva grandes desniveles y puede acceder a ciertas casas, que llega a formas calles que sirven de balcones para el pueblo. Desde las dos entradas del pueblo podemos ver bonitas e interminables vistas. A medida que descendemos hacia el centro del pueblo podemos ver numerosas fuentes, observar sus calles y sus rincones.  

## Historia
En 1594 formaba parte de la provincia León de la Orden de Santiago figurando como Xerez de Badajoz, el Valle de Matamoros y el lugar de Santa Ana, conjunto que agrupaba a 1963 vecinos pecheros.
A falta de estudios, las huellas más antiguas están relacionadas con la actividad minera de La Bóveda (trabajaban el mineral de hierro y estuvo en funcionamiento hasta los años 1970) por los pueblos célticos que estuvieron asentados en esta zona y continuaron la explotación de dicha mina. 
El nombre de la población es de carácter medieval, concretamente de la etapa de la Reconquista. Existen dos hipótesis acerca de su procedencia. Por un lado, según la tradición, el Valle debe su nombre a una supuesta matanza de tropas moras a cargos de cristianos de Alfonso IX de León en su avance hacia el sur durante el primer tercio del siglo XIII, aunque también hay otras variantes que sitúan como protagonista de este hecho al Santiago Pelay Pérez Correa y a Giraldo Sin Pavor, conocido como el Cid portugués. Por otro lado, según algunos estudiosos, el origen del nombre del municipio deriva de un apellido muy abundando en Jerez de los Caballeros y propio del personaje que fundó el núcleo. 
El Valle de Matamoros estuvo vinculado como aldea a Jerez de los Caballeros, ciudad de la que dependió hasta el siglo XIX.
Un personaje ilustre relacionado con esta población es Francisca Portocarrero, ya que legó su dehesa de Los Espinos a este municipio según su testamento dado en el Valle de Matamoros, pero que desgraciadamente no se llevaría a cabo en cuanto a la cláusula se refiere.
Durante la Guerra de Separación de Portugal la población fue saqueada e incendiada por los portugueses, quedando parcialmente destruida. 
En cambio, Antonio Ponz a finales de ese siglo escribía noticias de las cosas más apreciables y dignas de saberse que hay en el municipio.
Tras un largo periodo de reclamación, Valle de Matamoros obtuvo su respectivo ayuntamiento independiente de Jerez de los Caballeros hacia el primer tercio del siglo XIX, que posee en la actualidad junto con Valle de Santa Ana los términos municipales más pequeños de toda Extremadura. 
A la caída del Antiguo Régimen la localidad se constituye en municipio constitucional en la región de Extremadura. Desde 1834 quedó integrado en el partido judicial de Jerez de los Caballeros. En el censo de 1842 contaba con 247 hogares y 1070 vecinos.

## Demografía
Valle de Matamoros cuenta con una población de 332 habitantes (INE 2024).
| Gráfica de evolución demográfica de Valle de Matamoros entre 1842 y 2021                                              |
| |
| Población de derecho según los censos de población del INE. Población de hecho según los censos de población del INE. |

## Patrimonio

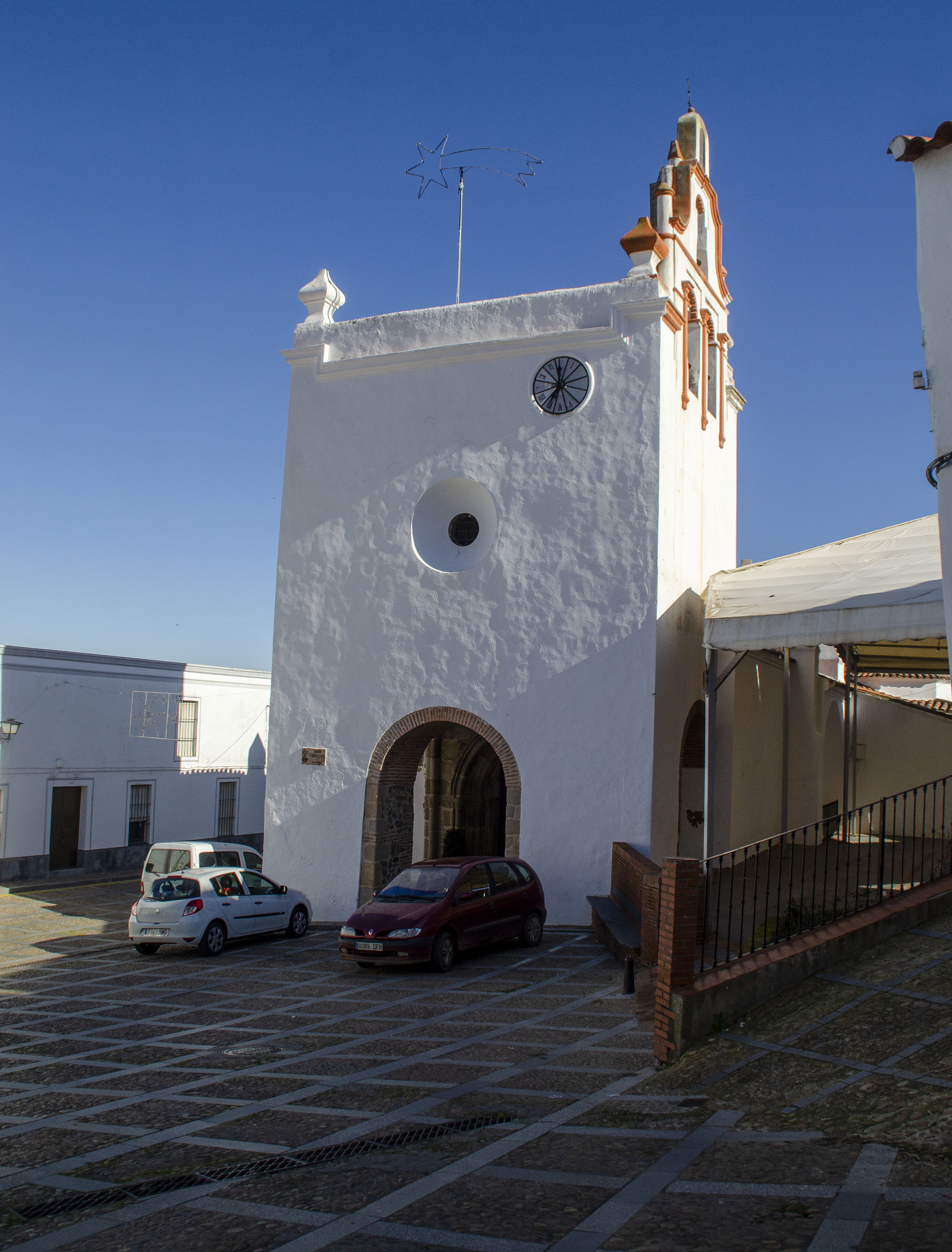
Iglesia parroquial

Iglesia parroquial católica bajo la advocación de La Asunción de la Virgen, en la Archidiócesis de Mérida-Badajoz.
Destaca la presencia de fuentes como “El Borbollón”, “El Coso”, “Los barranquitos”, “Vázquez” o “La Gavia”. 
De las cuatro ermitas con las que contaba, actualmente solo quedan dos, la ermita de San Benito y la de San Miguel.

## Gastronomía
Durante la época invernal el pueblo se encuentra inmerso en el período de las matanzas. Muy asociado a esto se encuentra también el refrito, a base de pulmón, hígado, costilla y también un poco de carne, el caldillo para las tostadas, las migas o las rebanadas. En época de verano es común ver en los hogares el almorraque o el gazpacho. Otros dulces típicos son los pestiños, las flores, las perrunillas, las roscas y el dulce de membrillo. También cabe destacar la gran riqueza micológica al igual que los espárragos y los berros.  

## Fiestas y tradiciones
La Feria Virgen de la Asunción, celebrada en agosto, es la principal festividad y tiene lugar del 13 al 16 de agosto en honor a la Virgen de la Asunción, patrona de la localidad. También se celebra el Corpus Christi.
La romería El Palancar se celebra en junio en honor a San Juan, en la zona de ocio “El Molinito”. Debe su nombre a un antiguo barrio llamado “El Palancar”. Antiguamente, debido a los tratos comerciales entre los ganaderos de los municipios de Valle de Matamoros y Valle de Santa Ana, se juntaban en este punto para beber y bailar, de ahí que se originara la popular “Jota del Palancar”.